# Franz Lackner
Franz Lackner (Feldbach, 14 luglio 1956) è un arcivescovo cattolico austriaco, dal 18 novembre 2013 arcivescovo metropolita di Salisburgo e dal 16 giugno 2020 presidente della Conferenza episcopale austriaca.

## Biografia
Monsignor Franz Lackner è nato a Feldbach, capoluogo di distretto nella Stiria, il 14 luglio 1956.

### Formazione e ministero sacerdotale
È cresciuto a Sankt Anna am Aigen dove ha completato l'apprendistato da elettricista. Tra il 1978 e il 1979 è stato di stanza per un anno e mezzo come soldato delle Nazioni Unite a Cipro. Dal 1979 al 1984 ha studiato al Bundesgymnasium di Horn.
Il 16 settembre 1984 è entrato come novizio nell'Ordine dei frati minori. Il 16 settembre 1985 ha emesso i voti temporali e il 2 settembre 1989 quelli perpetui.
Il 23 giugno 1991 è stato ordinato presbitero. Ha studiato presso la Facoltà di teologia dell'Università di Vienna e a Dublino. Dopo aver conseguito il titolo di Magister Theologiae ha studiato filosofia alla Pontificia Università Antonianum di Roma. Nel 1997 ha conseguito il dottorato summa cum laude con una tesi sul tema dell'unità e molteplicità in Duns Scoto. Ha quindi compiuto un semestre di ricerca all'Università di Bonn. Nel 1998 è diventato professore di metafisica alla Pontificia Università Antonianum. Il 7 aprile 1999 è stato nominato provinciale della provincia francescana austriaca "San Bernardi Senensis". Nello stesso anno è diventato professore di filosofia presso il Collegio filosofico-teologico di Heiligenkreuz che nel gennaio del 2007 ha preso il nome di Pontificio collegio filosofico-teologico Benedetto XVI.

### Ministero episcopale

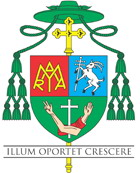
Stemma da vescovo ausiliare di Graz-Seckau.

Il 23 ottobre 2002 papa Giovanni Paolo II lo ha nominato vescovo ausiliare di Graz-Seckau e titolare di Balecio. Ha ricevuto l'ordinazione episcopale l'8 dicembre successivo dal vescovo di Graz-Seckau Egon Kapellari, coconsacranti il vescovo emerito della stessa diocesi Johann Weber e l'arcivescovo metropolita di Salisburgo Alois Kothgasser. Come motto ha scelto l'espressione "Illum oportet crescere" (Occorre che quello cresca). L'8 settembre 2003 è stato nominato vicario episcopale per i diaconi permanenti, l'animazione giovanile e le vocazioni spirituali.

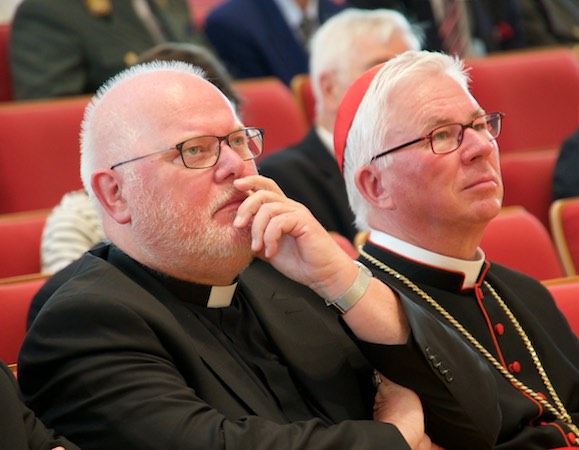
L'arcivescovo Lackner (a destra) accanto al cardinale Reinhard Marx alla conclusione della settimana universitaria salisburghese del 2016.

Il capitolo dei canonici della cattedrale di Salisburgo lo ha scelto tra le tre proposte di papa Francesco per succedere a monsignor Alois Kothgasser come arcivescovo di Salisburgo. Il 13 novembre 2013 la nomina è stata confermata ai sensi del Concordato con il governo federale austriaco. Il 18 dello stesso mese papa Francesco lo ha nominato ufficialmente. Ha preso possesso dell'arcidiocesi il 7 gennaio successivo per procura mentre il 12 gennaio dello stesso mese, festa del Battesimo del Signore, ha fatto il suo ingresso ufficiale in diocesi. Monsignor Lackner è il metropolita della provincia ecclesiastica di Salisburgo. Ha anche il titolo di "legatus natus" (ambasciatore permanente della Santa Sede) e quello di "Primas Germaniae". Ha quindi il diritto di portare l'abito porpora ovunque. Nel suo stemma il galero e le 20 nappe non sono, come al solito per gli arcivescovi, verdi ma di colore rosso.
Nel gennaio del 2014 ha compiuto la visita ad limina.
Il 29 giugno il papa gli ha imposto il pallio, simbolo degli arcivescovi metropoliti, durante una celebrazione svoltasi nella basilica di San Pietro in Vaticano.
Nel 2016 il cardinale Edwin Frederick O'Brien, gran maestro dell'Ordine equestre del Santo Sepolcro di Gerusalemme, lo ha nominato commendatore con placca dell'ordine. È stato ufficialmente investito il 27 luglio successivo nella chiesa del pellegrinaggio di Maria Plain dall'arcivescovo Alois Kothgasser, gran priore della delegazione. Appartiene alla commenda di Salisburgo.
Nel febbraio del 2015 è emerso che nel novembre precedente il vescovo ausiliare di Salisburgo Andreas Laun in una conferenza avrebbe "paragonato le atrocità dei nazisti con l'omosessualità". Monsignor Lackner, senza menzionare Laun, ha dichiarato: "Gli orientamenti sessuali non dovrebbero in alcun modo essere associati a sistemi inumani e totalitari (ad esempio, il nazionalsocialismo). La chiesa è impegnata nei diritti umani e ha rispetto per la dignità di ogni individuo". Lo stesso Laun ha respinto le accuse perché "non aveva paragonato nessuno ai nazisti".
Dopo la vicenda che ha coinvolto monsignor Alois Schwarz, il 20 dicembre 2018 l'arcidiocesi di Salisburgo ha annunciato che papa Francesco aveva nominato monsignor Lackner visitatore apostolico della diocesi di Gurk. L'arcivescovo ha detto che avrebbe iniziato questo servizio a metà gennaio 2019.
In seno alla Conferenza episcopale austriaca è stato delegato per l'infanzia e per la pastorale giovanile dal 4 novembre 2003 al giugno del 2009 e delegato per lo sport fino a marzo del 2015. Il 28 gennaio 2015 papa Francesco ha accettato la rinuncia al governo pastorale della diocesi di Graz-Seckau presentata da monsignor Egon Kappellari. Lo stesso presule ha lasciato la vicepresidenza della Conferenza episcopale. Agli di marzo dello stesso anno monsignor Lackner gli è succeduto nell'incarico. È anche responsabile delle aree "matrimonio e famiglia" e "tutela della vita" dal novembre del 2018.
Il 16 giugno 2020 è stato eletto presidente della Conferenza episcopale austriaca; è succeduto al cardinale Christoph Schönborn.

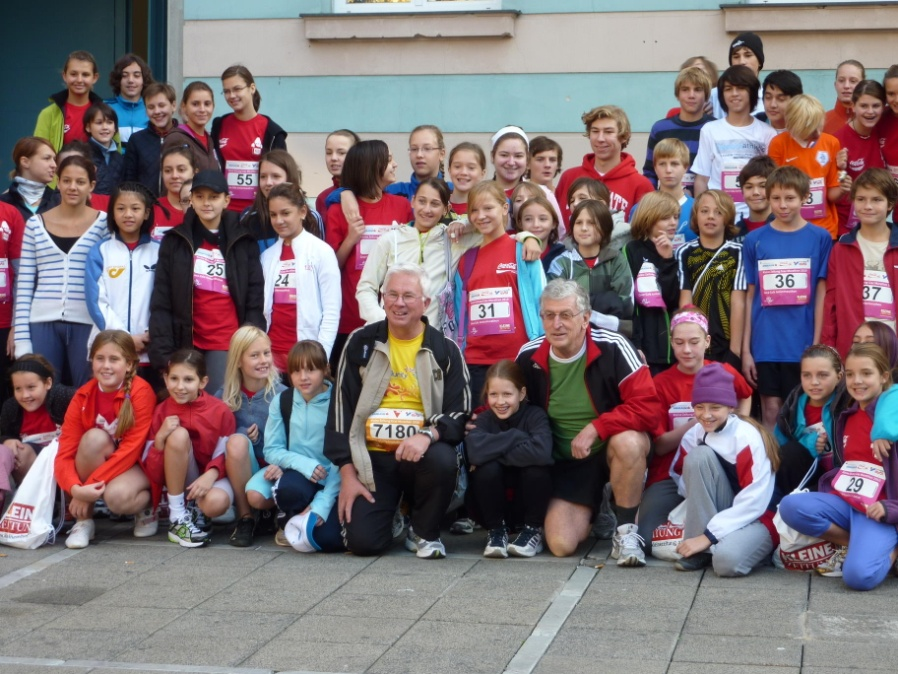
Franz Lackner alla maratona di Graz con gli allievi del ginnasio di Graz e l'ex direttore Josef Wilhelm il 10 ottobre 2010.

Monsignor Lackner è un atleta dilettante. Nel tempo libero pratica la maratona (ha partecipato ad esempio alla maratona di Graz) e gioca a calcio. È tifoso del Graz.
È inoltre membro onorario della Confraternita K.Ö.St.V. Babenberg Graz nell'Österreichischer Cartellverband dal 2010, membro onorario del K.Ö.St.V. Nibelungia Knittelfeld nel Mittelschüler-Kartell-Verband dal 2012 e membro della Confraternita di Santa Maria dell'Anima.

## Opere
- Franz Lackner, in: Internationales Biographisches Archiv 15/2014 dell'8 aprile 2014, in Munzinger-Archiv (Artikelanfang frei abrufbar)
- Franz Lackner, Gott hat gegeben: Von den Überraschungen des Lebens. Auflage. Stiria premium, Vienna 2015, ISBN 978-3-222-13485-2.
- Franz Lackner e Clemens Sedmak, Kaum zu glauben. Annäherungen an Grundworte christlichen Lebens. Auflage. Tirolo, Innsbruck 2018, ISBN 978-3-7022-3678-6.

## Genealogia episcopale e successione apostolica
La genealogia episcopale è:
- Cardinale Scipione Rebiba
- Cardinale Giulio Antonio Santori
- Cardinale Girolamo Bernerio, O.P.
- Arcivescovo Galeazzo Sanvitale
- Cardinale Ludovico Ludovisi
- Cardinale Luigi Caetani
- Cardinale Ulderico Carpegna
- Cardinale Paluzzo Paluzzi Altieri degli Albertoni
- Papa Benedetto XIII
- Papa Benedetto XIV
- Papa Clemente XIII
- Cardinale Giovanni Battista Caprara Montecuccoli
- Vescovo Dionys von Rost
- Vescovo Karl Franz von Lodron
- Vescovo Bernhard Galura
- Vescovo Giovanni Nepomuceno de Tschiderer
- Cardinale Friedrich Johann Joseph Cölestin von Schwarzenberg
- Cardinale Maximilian Joseph von Tarnóczy
- Cardinale Johann Evangelist Haller
- Cardinale Johannes Baptist Katschthaler
- Arcivescovo Balthasar Kaltner
- Arcivescovo Adam Hefter
- Arcivescovo Andreas Rohracher
- Arcivescovo Karl Berg
- Vescovo Egon Kapellari
- Arcivescovo Franz Lackner, O.F.M.

La successione apostolica è:
- Vescovo Wilhelm Krautwaschl (2015)
- Vescovo Hansjörg Hofer (2017)
- Vescovo Hermann Glettler, Comm. l'Emm. (2017)
- Vescovo Josef Marketz (2020)